# Arberger Heerstraße

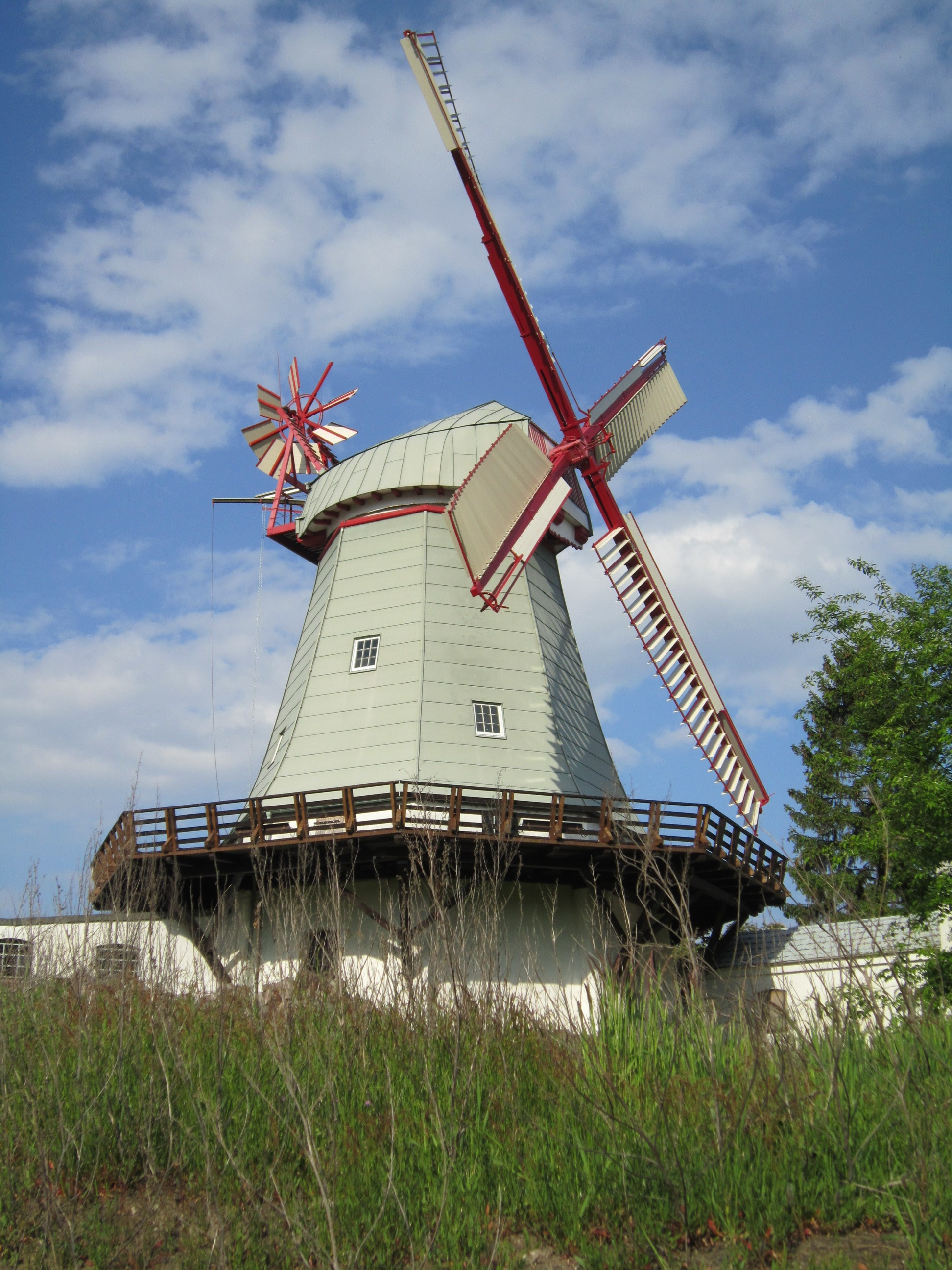
Arberger Mühle

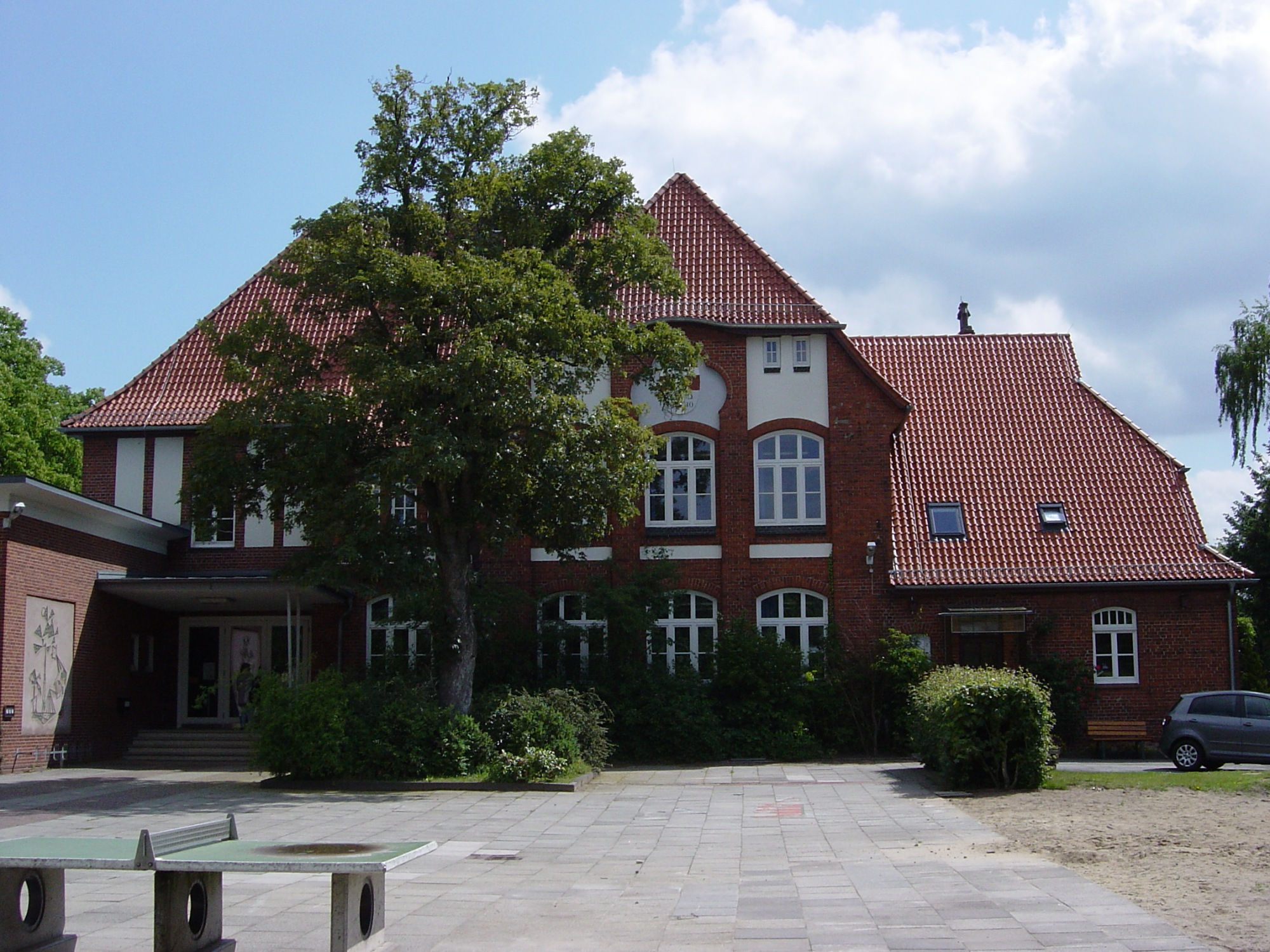
Arberger Grundschule

Die Arberger Heerstraße ist eine historische Straße in Bremen im Stadtteil Hemelingen, Ortsteil Arbergen. Sie führt in West-Ost-Richtung von der Hemelinger Heerstraße bis zur Mahndorfer Heerstraße.
Die Querstraßen und Anschlussstraßen wurden benannt u. a. als Hemelinger Heerstraße, Auf dem Hellen nach der Flurbezeichnung Helle = höheres Land oder abschüssiges Gelände, Deisterstraße und Süntelstraße nach hohen Höhenzügen im Calenberger Bergland, Nauheimer Straße nach der hessischen Kurstadt Bad Nauheim, Fischkamp nach einer Flurbezeichnung, Olbersstraße von 1852 nach dem Astronom und Arzt Heinrich Wilhelm Olbers, Am Klemißberg nach einer Flurbezeichnung, Weg ohne Namen, Alnokweg nach einem Hengst der Deckstation Arbergen, Richtsteig (Bedeutung unklar), Heisiusstraße nach dem Arberger Pastor Daniel Gerhard Heisius, Kirchsteig als Weg zur Kirche, Dahlwas nach einer Flurbezeichnung (dal = abwärts, was = Reisig) für eine befestigten kleinen Deich, Bi'n Tegelplatz nach einem Ziegelplatz (Tegel = Ziegel), Vor dem Esch nach einer Flurbezeichnung als Eschflur (Esch = Saatfeld), Colshornstraße nach dem Gut bzw. dem Colshorner Hof (18. Jh.), Zum Tick (anticken), Zum Mal (Laufmale) und Zur Grenze (Spielfeldgrenze) nach Bezeichnungen aus dem Schlagballspiel, das hier im TV Arbergen gerne im 19. Jh. gespielt wurde, Straße ohne Namen, Hermann-Osterloh-Straße nach dem Arberger Ortsamtsleiter und Politiker (SPD), Falkensteiner Straße 1973 nach dem Ort Falkenstein (Königstein) im Taunus (warum ?) und Mahndorfer Heerstraße nach dem Ortsteil Mahndorf; ansonsten siehe beim Link zu den Straßen.

## Geschichte

### Name
Die Arberger Heerstraße wurde nach dem Ort benannt.  In Bremen und Umzu  wurden viele Heerstraßen nach 1800 gebaut oder Chausseen als Heerstraßen benannt (siehe Bremer Straßen).

### Entwicklung
Arbergen wurde erstmals 1230 erwähnt. Der Ort liegt auf mehreren Dünen. Er war eine hannoversche und seit 1866 preußische Gemeinde und wurde 1939 in die Stadt Bremen eingegliedert und 1951 ein Ortsteil von Hemelingen. Die Kirche St. Johannis wurde 1230 erstmals erwähnt, Teile des Turmes stammen von um 1000/1100, das Kirchenschiff von 1719. Die erste Arberger Mühle wurde 1582, die heutige Mühle 1803 erbaut.
Die Landstraße hieß früher Verdener Straße, als es um 1753 in Arbergen nur fünf Straßen gab. Heeresstraßen in und um Bremen wurden im 19. Jahrhundert auf vorhandene Ortsstraßen ausgebaut, u. a. die Mahndorfer-, Arberger-, Hemelinger- und Hastedter Heerstraße als Verbindung von Verden nach Bremen. Bis 1945 standen an der Straße Bauern- und Wohnhäuser. Nach 1950 wurden weitere Ein- und Mehrfamilienhäuser gebaut, die das Aussehen des Ortes stark veränderten. An der nördlichen und östlichen Ortsseite entstand in den 1980er Jahren eine größere Miethausanlage.

### Verkehr
Im Nahverkehr in Bremen fahren die Buslinien 40 und teilweise 41 (Bf Mahndorf ↔ Weserwehr) sowie 44 (Bf Mahndorf ↔ Sebaldsbrück – weiter als 21 Universität).

## Gebäude und Anlagen
An der Straße stehen zumeist ein- und zweigeschossige Wohnhäuser.
Bremer Baudenkmale
- Nr. 69–77: Romanische, evangelische Kirche St. Johannis von 1000 bis um 1100 (Turm, Seitenwand) mit Kirchenschiff der Saalkirche von 1719 auf Betreiben von Pastor Daniel Gerhard Heisius sowie mit Friedhof, Kirchengemeinderäume und Kindergarten.[1]
- Nr. 90: Arberger Windmühle, sanierte Galerieholländermühle, 1803 von Müller Friedrich Bruns als Ersatz für eine etwa 30 Meter entfernt gestandene Bockwindmühle von 1582 gebaut, mit Windrosengetriebe, Jalousieflügeln und Achtkantaufsatz als Kappe[2]

Erwähnenswerte Gebäude und Anlagen
- Hemelinger Heerstraße 116: 1-gesch. Jugendhaus Hemelingen
- Nr. 1: 2-gesch. Containerbauten als Übergangswohnheim Arbergen - Grünes Dorf der AWO, Haus 1 bis 10, Platz für 120 Flüchtlinge in 45 Wohnungen (seit 2014)[3]
- Nr. 31: 1-gesch. Einkaufszentrum mit Rewe-Filiale (früher Minimal), Zufahrt über Nauheimer Straße
- Nr. 35: 1-gesch. Lidl-Filiale (seit 1998), Zufahrt über Nauheimer Straße
- Nr. 41: 1-gesch. Haus des Bund der Pfadfinderinnen u. Pfadfinder
- Nr. 42: von 1950 bis 1965 Kino Arberger Lichtspiele mit 345 Plätzen
- Nr. 45: 1-gesch. Wohnhaus, Olbersstraße 1, vormals Bauernhaus
- Nr. 52: 1-gesch. Bauernhaus
- Nr. 59: Früher der erste Kolonialwarenladen
- Nr. 77: Kirche s. oben und 1-gesch. ev. Kindergarten
- Heisiusstraße 7: 1- und 2-gesch. Grundschule Arbergen
- Nr. 78: 2-gesch. Gaststätte Arberger Hof, früher ein Köthnerhof; war in den 1960er Jahren, zu Zeiten des Beat-Clubs, ein Konzertraum, in dem bekannte Künstler auftraten, u. a. die Bee Gees.
- Nr. 90: Windmühle s. oben
- Nr. 90: Polizei-Außenstelle Arbergen/Mahndorf (seit 2006)
- Nr. 101: 1- und 2-gesch. Grothern's Gasthaus
- Nr. 111: 1- und 2-gesch. Vereinshaus von der SG Arbergen Mahndorf von 1893 mit Tennisplatzanlage und Halle
- Ecke Hermann-Osterloh-Straße: 8-gesch. Wohnhochhausanlage sowie dahinter eine größere Wohnanlage mit 4- bis 8-gesch. Häusern
- Brücke unter den Bahngleisen der Bahnstrecke Hannover–Wunstorf–Bremen